# Voray-sur-l'Ognon
Voray-sur-l'Ognon is een gemeente in het Franse departement Haute-Saône (regio Bourgogne-Franche-Comté) en telt 797 inwoners (2011). De plaats maakt deel uit van het arrondissement Vesoul.

## Geografie
De oppervlakte van Voray-sur-l'Ognon bedraagt 6,9 km², de bevolkingsdichtheid is 115,5 inwoners per km².
De onderstaande kaart toont de ligging van Voray-sur-l'Ognon met de belangrijkste infrastructuur en aangrenzende gemeenten.

## Demografie
Onderstaande figuur toont het verloop van het inwonertal (bron: INSEE-tellingen).

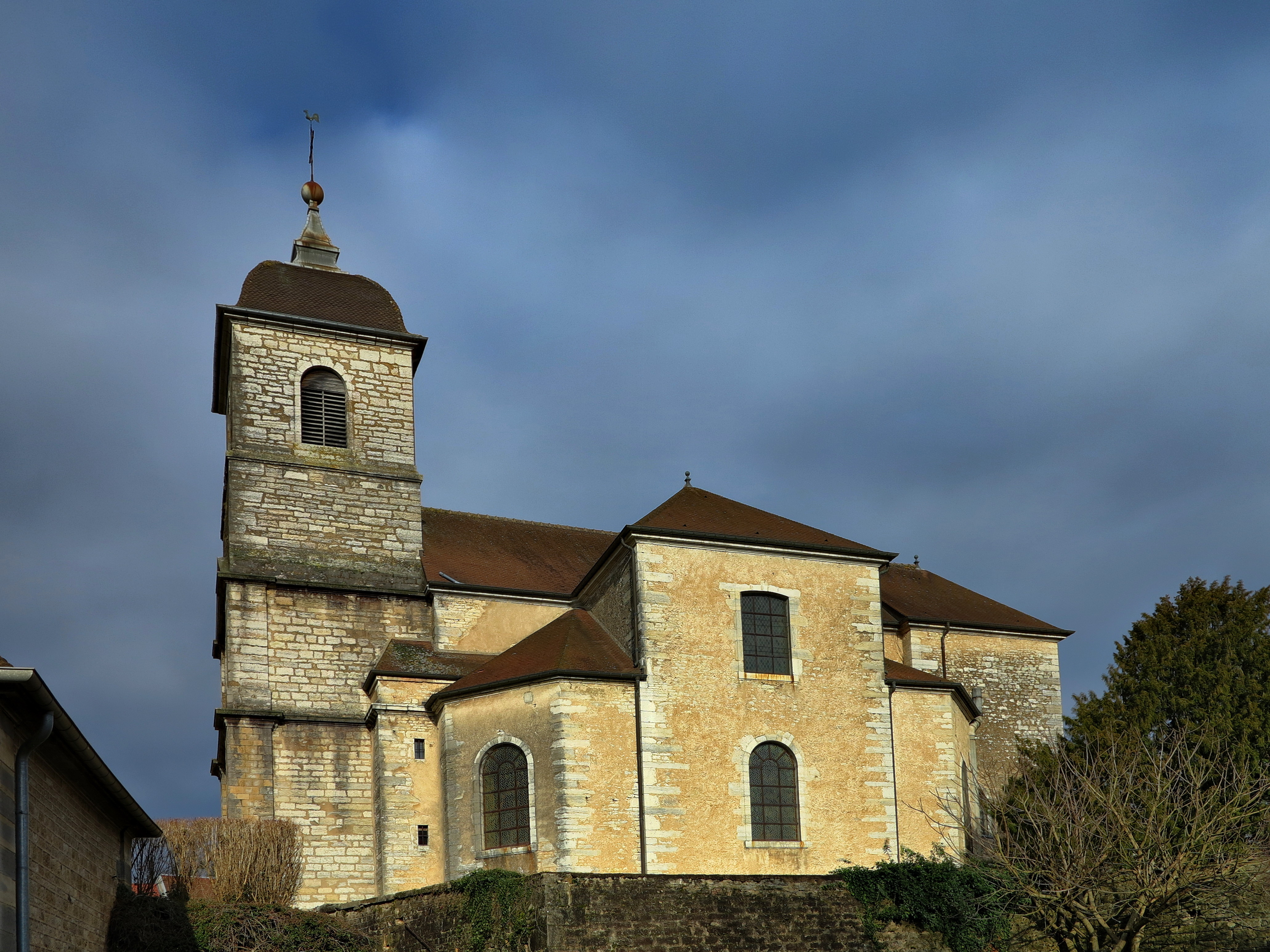
Kerk

1. ↑  Populations de référence 2022.